# Heteroconger polyzona
Heteroconger polyzona är en fiskart som beskrevs av Bleeker, 1868. Heteroconger polyzona ingår i släktet Heteroconger och familjen havsålar. Inga underarter finns listade i Catalogue of Life.